# Sibiville
Sibiville település Franciaországban, Pas-de-Calais megyében. Lakosainak száma 115 fő (2022. január 1.). Sibiville Hautecloque, Bouret-sur-Canche, Buneville, Framecourt, Houvin-Houvigneul, Moncheaux-lès-Frévent, Nuncq-Hautecôte, Rebreuve-sur-Canche és Séricourt községekkel határos.

## Népesség
A település népessége az elmúlt években az alábbi módon változott:
| Lakosok száma | 109  | 111  | 113  | 111  | 111  | 112  | 110  | 113  | 115  |
|               | 2013 | 2015 | 2016 | 2017 | 2018 | 2019 | 2020 | 2021 | 2022 |